# Čajtanja Mahaprabhu
Šri Krišna Čajtanja Mahaprabhu (IAST: Śrī Kṛṣṇa Caitanya Mahāprabhu), počasno: „Mahaprabhu” („Veliki gospodar”), (18. februar 1486 – 14. jun 1533), bio je indijski guru kojeg njegovi sledbenici smatraju Vrhovnom Božjom ličnošću i glavnim proponentom Ačintja Bheda Abheda (Nezamisliva razlika/jednost) Vedantske škole i tradicije gaudijskog višnuizma unutar hinduizma. On se takođe zalagao za višnavsku školu Bhakti joge (što znači predana pobožnost), zasnovanu na Bhagavata Purani i Bhagavadgiti. Od različitih oblika direktne ili indirektne ekspanzija Krišne, poput gospoda Narasimhe (čovek-lav; Krišna u raspoloženju besa), Mahavišnua i Garbhodaksaj Višnua, on veruje se da je Krišna u raspoloženju Rade. On je popularizovao pevanje „Hare Krišna mantre” i komponovao je Šikšaštakam (osam pobožnih molitvi) na sanskirtu. Njegovi sledbenici, gaudijski višnavisti poštuju ga kao Krišnu sa raspoloženjem i složenošću svog izvora nadahnuća Rade. Njegov rođendan se slavi kao Gaura Purnima.
Čajtanja se ponekad naziva Gauranga ili Gaura zbog njegovog bledog tena, a Nimaj zbog toga što je rođen ispod stabla Nima.

## Kulturno nasleđe
Čaitanjin uticaj na kulturno nasleđe u Bengalu, Odiši i Manipuru je bio značajan, sa mnogim stanovnicima koji su svakodnevno vršili bogosluženje njemu kao avataru Krišne. Neki njemu pripisuju renesansu u Bengalu, koja je različita od poznatije bengalske renesanse iz 19. veka. Salimula Kan (rođen 1958), poznati bangladeški lingvista, tvrdi: „Šesnaesti vek je vreme Čajtanja Deva i početak modernizma u Bengalu. Koncept 'čovečanstva' koji se ostvario istovremeno sa evropskim“.
Poznati bengalski biografski film o Čajtanji, Nilachaley Mahaprabhu  (1957), režirao je Kartik Čatopadjaj (1912–1989). Bengalski film zasnovan na Čajtanjinoj smrti, Lawho Gouranger Naam Re, režirao je Srijit Mukerdži, gde je Parambrata Čaterje viđen u ulozi Čajtanje Mahaprabhua.

## Literatura
- Das, Khudiram (2017).  (PDF) https://web.archive.org/web/20220616040141/http://professorkhudiramdas.com/files/ebooks/Sri-Chaitanya-and-Gaudiya-Vaishnava-Dharma.pdf. Архивирано из оригинала (PDF) 16. 06. 2022. г. Приступљено 11. 05. 2020. Недостаје или је празан параметар |title= (помоћ)Sri Chaitanya and Gaudiya Vaishnava Dharma Архивирано на веб-сајту  (16. јун 2022) (Ebook).
- Jadunath Sarkar, Chaitanya's pilgrimages and teachings, from his contemporary Bengali biography, the Chaitanya-charit-amrita: Madhya-lila by Kr̥ṣṇadāsa Kavirāja Gosvāmi
- Learn more about the Life and pastimes of Lord Chaitanya. Checkout this widely appreciated enlightening book by Locana das Thakura : Sri Chaitanya Mangala (Sutra Khanda) – The celestial pastimes preceding the advent of Lord Gauranga
- Carney, Gerald T. (2020). „Baba Premananda Bharati: His trajectory into and through Bengal Vaiṣṇavism to the West”.  Ур.: Sardella, Ferdinando; Wong, Lucian. The Legacy of Vaiṣṇavism in Colonial Bengal. Routledge Hindu Studies Series. Milton, Oxon; New York: Routledge. стр. 135—160. ISBN 978-1-138-56179-3.
- Jones, Constance A.; Ryan, James D. (2007). „Encyclopedia of Hinduism”.  Ур.: Melton, J. Gordon. Encyclopedia of World Religions. New York: Facts On File. ISBN 978-0-8160-5458-9.
- Manring, Rebecca J. (2005). „Chapter 2: Advaita Acarya: A New Imminence”. Reconstructing Tradition: Advaita Ācārya and Gauḍīya Vaiṣṇavism at the Cusp of the Twentieth Century. New York: Columbia University Press. ISBN 0-231-12954-8.
- Mukherjee, Sujit (1999). A Dictionary of Indian Literature: Volume One, Beginnings-1850. New Delhi: Orient Longman. ISBN 81-250-1453-5.
- Nair, K. K. (2007). Sages Through Ages – Volume II: India's Heritage. AuthorHouse. ISBN 978-1-4208-7802-8.
- Sherbow, Paul H. (2004). „Chapter 9: A.C. Bhaktivedanta Swami's Preaching in the Context of Gaudiya Vaishnavism”.  Ур.: Bryant, Edwin F.; Ekstrand, Maria L. The Hare Krishna Movement: The Postcharismatic Fate of a Religious Transplant. New York: Columbia University Press. ISBN 0-231-12256-X.
- Dae, (Romesh Chunder Dutt) Ar Cy (1877). The Literature of Bengal: Being an Attempt to Trace the Progress of the National Mind in Its Various Aspects, as Reflected in the Nation's Literature from the Earliest Times to the Present Day with Copious Extracts from the Best Writers. Calcutta: I. C. Bose & Co. стр. 66—81.
- Dasa, Shukavak N. (1999). Hindu Encounter with Modernity: Kedarnath Datta Bhaktivinoda, Vaiṣṇava Theologian (revised, illustrated изд.). Los Angeles, CA: Sanskrit Religions Institute. ISBN 1-889756-30-X. Приступљено 31. 1. 2014.
- Fuller, Jason Dale (2005). Religion, class, and power: Bhaktivinode Thakur and the transformation of religious authority among the Gaudīya Vaishnavas in nineteenth-century Bengal (Ph.D.). University of Pennsylvania. UMI Microform 3179733. Приступљено 8. 6. 2014.
- Manna, Sandipan (2013). In Search of a Forgotten Mahatma: Kalachand Vidyalankar (1st изд.). Kalyani Foundation. ISBN 978-81-927505-4-5.Шаблон:Citation not found
- Rosen, Steven (1988). India's Spiritual Renaissance: The Life and Times of Lord Chaitanya. Folk Books. ISBN 0-9619763-0-6.
- Sarkar, Jadunath (1913). Chaitanya's Pilgrimages and Teachings - From his contemporary Begali biography the Chaitanya-charit-amrita: Madhya-lila. Calcutta: Brahmo Mission Press.
- Wilkins, William Joseph (1913) [1882]. Hindu Mythology, Vedic and Purānic (3rd изд.). Calcutta: London Missionary Society. стр. 260—262.
- Chatterjee, Pranab (2010). A Story of Ambivalent Modernization in Bangladesh and West Bengal: The Rise and Fall of Bengali Elitism in South Asia. Peter Lang. ISBN 9781433108204.
- Dasgupta, Subrata (2009). The Bengal Renaissance. Permanent Black. ISBN 978-8178242798.
- Fraser, Bashabi edited Special Issue on Rabindranath Tagore, Literary Compass, Wiley Publications. 12  (5):,. See Fraser's Introduction. ISSN 1741-4113.. pp. 161–172. .
- Kabir, Abulfazal M. Fazle (2011). The Libraries of Bengal, 1700-1947: The Story of Bengali Renaissance. Promilla & Co. Publishers. ISBN 978-8185002071.
- Kopf, David (1969). British Orientalism and the Bengal Renaissance: The Dinamics of Indian Modernization, 1773–1835. Berkeley, Ca: University of California Press. ISBN 978-0520006652.
- Kumar, Raj (2003). Essays on Indian Renaissance. Discovery Publishing House. ISBN 978-81-7141-689-9.
- Mandal, Mahitosh (2022). „Dalit Resistance during the Bengal Renaissance: Five Anti-Caste Thinkers from Colonial Bengal, India”. Caste: A Global Journal on Social Exclusion. 3 (1): 11—30. S2CID 249027627. doi:10.26812/caste.v3i1.367. Архивирано из оригинала 9. 8. 2022. г. Приступљено 19. 8. 2022.
- Marshall, P. J. (2006). Bengal: The British Bridgehead: Eastern India 1740-1828 (The New Cambridge History of India). Cambridge University Press. ISBN 978-0521028226.
- Mittra, Sitansu Sekhar (2001). Bengal's Renaissance. Academic Publishers. ISBN 9788187504184. Архивирано из оригинала 28. 2. 2017. г. Приступљено 30. 3. 2017.
- Pal, Bipin Chandra; Cakrabartī, Jagannātha (1977). Studies in the Bengal renaissance. the University of California: National Council of Education, Bengal.
- Sen, Amit (2011). Notes on the Bengal Renaissance. Nabu Press. ISBN 978-1179501390.
- Travers, Robert (2007). Ideology and Empire in Eighteenth-Century India: The British in Bengal. Cambridge University Press. ISBN 978-0521059688.